# Jack Odell
Jack Odell, MBE (* 19. März 1920 in London; † 7. Juli 2007 in Barnet, Hertfordshire) war ein britischer Ingenieur und Miterfinder der Matchbox-Spielzeugautos.
Odells Tochter brachte ihn im Jahre 1952 dazu, das Matchbox-Spielzeugauto zu erfinden, da sie nur etwas zur Schule mitnehmen durfte, was in eine Streichholzschachtel (engl. Matchbox) passte. Seine Tochter Anne hatte bis dahin immer Spinnen mit zum Unterricht genommen, was nicht allen Klassenkameraden gefiel. Bereits ein Jahr später erkannten Odell und sein Partner Leslie Smith, dass sie aus den kleinen Spielzeugautos ein Geschäft machen könnten und starteten mit einer Reihe weiterer Modelle.
Ein Matchboxmodell der Krönungskutsche zur Thronbesteigung von Elisabeth II. verkaufte sich mehr als eine Million Mal.
Im Jahre 1960 ging Matchbox an die Börse und im Jahre 1968 wurden Odell und seinem Partner Leslie Smith, der 2005 ebenfalls im Alter von 87 Jahren verstarb, die Mitgliedschaft im Order of the British Empire verliehen. Während Smith die geschäftlichen Dinge der Firma übernahm, war Odell weiterhin für die Modelle und die Produktentwicklung zuständig. 1969 gab es mehr als ein Dutzend Fabriken in London mit mehr als 6000 Mitarbeitern.
Im Jahre 1973 ging Odell in den Ruhestand. Die Firma geriet anschließend in finanzielle Schwierigkeiten und Odell kam 1980 zurück in die Firma, musste allerdings 1982 Insolvenz anmelden und wurde in Matchbox Toys Ltd umbenannt und an Universal Toys in Hongkong verkauft. Die Produktion wurde sofort nach Macau ausgelagert.
1983 kaufte Odell einige seiner alten Fabriken zurück und startete eine neue Firma, genannt Lledo. Diese produzierte wieder Matchbox-Spielzeugautos, genannt Days Gone. Diese Spielzeugautos richteten sich mit den alten Modellen vor allem an Sammler. Nach anfänglichen wirtschaftlichen Schwierigkeiten gelang ihm auch hier der Erfolg. Allerdings verkaufte er auch diese Firma im Jahre 1996.